# Liste der Pfarren im Dekanat Mürztal
Das Dekanat Mürztal war ein Dekanat der römisch-katholischen Diözese Graz-Seckau. Es ist im Zuge der diözesanen Strukturreform am 1. September 2020 in die Region Obersteiermark Ost übergegangen. Es umfasste 13 Pfarren.

## Pfarren mit Kirchengebäuden
| Pfarre                   | Pfarrverband                                          | Patrozinium               | Kirchengebäude | Bild                      |
| ------------------------ | ----------------------------------------------------- | ------------------------- | --- | ------------------------- |
| Allerheiligen im Mürztal | Allerheiligen im Mürztal – Stanz im Mürztal           | Allerheiligen             | Pfarrkirche Allerheiligen im Mürztal Filialkirche hl. Johannes der Täufer Mürzhofen, Messkapelle Maria Königin des Friedens im Jasnitztal                                           | Pfarrkirche Allerheiligen |
| Hönigsberg               | Mürzzuschlag – Hönigsberg – Spital am Semmering       | Gekreuzigter Heiland      | Pfarrkirche Hönigsberg | Pfarrkirche Hönigsberg    |
| Kapellen an der Mürz     | Neuberg an der Mürz – Kapellen an der Mürz – Mürzsteg | Hl. Margareta             | Pfarrkirche Kapellen an der Mürz Messkapelle Mariä Gang übers Gebirge auf der Raxalpe                                                                                               | Pfarrkirche Kapellen      |
| Kindberg                 |                                                       | Hll. Petrus und Paulus    | Pfarrkirche Kindberg Kirche Kreuzerhöhung am Kalvarienberg, Messkapelle Guter Hirte im Landesaltenpflegeheim, Messkapelle hl. Anna im Schloss Oberkindberg                          | Pfarrkirche Kindberg      |
| Krieglach                | Krieglach – Langenwang                                | Hl. Jakobus der Ältere    | Pfarrkirche Krieglach Messkapelle Schmerzhafte Mutter am Gölkberg, Messkapelle hl. Florian in Freßnitz, Messkapelle Schmerzhafte Mutter in Alpl (Interkonfessionelle Heldenkapelle) | Pfarrkirche Krieglach     |
| Langenwang               | Krieglach – Langenwang                                | Hl. Andreas               | Pfarrkirche Langenwang Messkapelle Maria Heimsuchung in Hohenwang (Hochschlosskapelle), Messkapelle Kleine hl. Theresia vom Kinde Jesu am Hasenfeld                                 | Pfarrkirche Langenwang    |
| Mürzsteg                 | Neuberg an der Mürz – Kapellen an der Mürz – Mürzsteg | Schmerzhafte Muttergottes | Pfarrkirche Mürzsteg Filialkirche hl. Klemens in Frein | Pfarrkirche Mürzsteg      |
| Mürzzuschlag             | Mürzzuschlag – Hönigsberg – Spital am Semmering       | Hl. Kunigunde             | Pfarrkirche Mürzzuschlag Johannes-Nepomuk-Kapelle Mürzzuschlag | Pfarrkirche Mürzzuschlag  |
| Neuberg an der Mürz      | Neuberg an der Mürz – Kapellen an der Mürz – Mürzsteg | Mariä Himmelfahrt         | Pfarrkirche Neuberg an der Mürz ehemalige Stiftskirche vom Stift Neuberg Filialkirche Mariä Himmelfahrt am Grünen Anger, Waldkapelle in Krampen                                     | Stiftskirche Neuberg      |
| Spital am Semmering      | Mürzzuschlag – Hönigsberg – Spital am Semmering       | Mariä Himmelfahrt         | Pfarrkirche Spital am Semmering | Pfarrkirche Spital        |
| Stanz im Mürztal         | Allerheiligen im Mürztal – Stanz im Mürztal           | Hl. Katharina             | Pfarrkirche Stanz im Mürztal Kirche hl. Ulrich in Stanz-Unterdorf | Pfarrkirche Stanz         |
| Veitsch                  |                                                       | Hl. Vitus                 | Pfarrkirche Veitsch | Pfarrkirche Veitsch       |
| Wartberg im Mürztal      |                                                       | Hl. Erhard                | Pfarrkirche Wartberg im Mürztal Filialkirche hl. Barbara in Mitterdorf | Pfarrkirche Wartberg      |